# Жехта-Дружбінська
Жехта-Дружбінська (пол. Rzechta Drużbińska) — село в Польщі, у гміні Задзім Поддембицького повіту Лодзинського воєводства.
Населення — 214 осіб (2011).
У 1975-1998 роках село належало до Серадзького воєводства.

## Демографія
Демографічна структура станом на 31 березня 2011 року:
|          | Загалом | Допрацездатний вік | Працездатний вік | Постпрацездатний вік |
| -------- | ------- | ------------------ | ---------------- | -------------------- |
| Чоловіки | 109     | 21                 | 71               | 17                   |
| Жінки    | 105     | 10                 | 53               | 42                   |
| Разом    | 214     | 31                 | 124              | 59                   |